# Bodil Kjær
Bodil Kjær (Hatting, 11 marzo 1932) è una designer e architetto danese, riconosciuta soprattutto per la serie di mobili per ufficio da lei progettata negli anni sessanta.

## Biografia
Figlia di un contadino dello Jutland, la sua istruzione si divide tra le città di Copenaghen e Londra. Nella prima vi studiò nel 1964 presso la School for Interior Architecture; mentre nella seconda vi studiò nei successivi quattro anni fino al 1969, presso l'Architectural Association School of Architecture.

## Design d'interni
Ha lavorato come architetto senior presso la società di consulenza edile Arup a Londra (1967-69), è stata professoressa presso l'Università del Maryland (1982-89) e ha avuto i propri studi di architettura a Copenaghen (1960-65) e a Londra (1969-79). Ispirata dai maestri modernisti Mies van der Rohe e Marcel Breuer, ha sempre dato al suo lavoro un'attitudine internazionale. Il suo lavoro di interior design ha incluso lo sviluppo di mobili, illuminazione e vetrate per un'ampia gamma di edifici, dalle abitazioni nei tropici africani alle fabbriche, uffici e università; da allora ha condotto ricerche sul futuro delle città e ha lavorato come consulente di pianificazione e progettazione.

## Design di mobili
I progetti di mobili di Kjær risalgono principalmente al periodo compreso tra il 1959 e il 1964. Il suo primo incarico fu una serie di mobili imbottiti per Paul Rudolph, allora direttore della Scuola di Architettura di Yale, che li ordinò per la sua torre Blue Cross Blue Shield a Boston, Massachusetts. Ha inoltre creato progetti per Josep Lluís Sert, allora direttore della Harvard Graduate School of Design, per un edificio dell'Università di Harvard. Marcel Breuer installò 28 dei suoi divani imbottiti in un edificio da lui progettato a New York. Alcuni dei suoi mobili possono essere ancora visti oggi all'Università di Harvard, al Massachusetts Institute of Technology e alla Boston University. In appunti preparati nel 1995 per una mostra a Berlino, Kjær annotò: "Spesso mi sono imbattuta in problemi nel trovare mobili che esprimessero le stesse forme ed idee di quelli che abbiamo impiegato negli edifici che abbiamo progettato e che, allo stesso tempo, esprimessero le idee del management contemporaneo. I mobili per ufficio che ho trovato sul mercato nel 1959, li ho trovati goffi e limitanti, mentre né la nuova architettura né il nuovo pensiero manageriale erano minimamente goffi o limitanti."
Il suo tavolo da lavoro (1959) è stato progettato come parte di un ambiente di lavoro flessibile. Il prototipo, in legno di frassino con base cromata opaca, è stato realizzato per il Massachusetts Institute of Technology. Per il Wellesley College, sempre in Massachussets, venne realizzato lo stesso modello, ma in legno di noce. Oltre al tavolo con quattro cassetti inseriti, Kjær progettò una serie di elementi di stoccaggio con cassetti e ripiani regolabili, posizionabili sia sotto il tavolo, o accanto ad esso vicino ad una parete.
Il tavolo è stato ampiamente utilizzato nell'industria cinematografica, per esempio nel film Dalla Russia con amore, e in televisione, come nelle trasmissioni elettorali della BBC. Lo stesso modello di tavolo è stato acquisito e utilizzato da celebrità tra cui il principe Filippo nella sua residenza a Sandringham, dall'attore Michael Caine, e dal pianista Oscar Peterson. Negli anni '60, il tavolo e gli elemnti di stoccaggio annessi furono prodotti dall'azienda E. Pedersen & Søn a Rødovre, in Danimarca, e a Boston, Stati Uniti. Tuttavia, la produzione cessò nel 1974, quando uno dei produttori fallì, e un altro subì danni a causa di un incendio. Alcune delle sue unità per ufficio e dei suoi modelli imbottiti sono stati prodotti nuovamente tra il 2007 e il 2009 dall'azienda Hothouse Design a Shanghai, ma la produzione è ora cessata. Oggi i suoi mobili vengono venduti all'asta a prezzi sempre più altti: nel 2008, uno dei suoi tavoli da lavoro è stato venduto per 131.250 corone danesi, ovvero circa 17,593 euro attuali.
I diritti sui progetti di Bodil Kjær sono gestiti da FORM Portfolios.